# Capmany
Capmany (katalánská výslovnost: [ˌkamˈmaɲ]) nebo Campmany je vesnice a obec v comarce Alt Empordà v provincii Girona v Katalánsku ve Španělsku.
Nejstarší zaznamenaný název vesnice je Campmany, odvozený z latinského Campus Magnus, což znamená „velké pole“, ale tento název byl postupem času zkomolen na Capmany („velká hlava“), který je nyní oficiálním názvem vesnice, ačkoli název Campmany je také běžně používán.

## Poloha
Sousední obce jsou Agullana, Biure, Cantallops, Darnius, La Jonquera, Masarac a Sant Climent Sescebes.